# Liste der Nationalräte des Kantons Basel-Stadt
Diese Liste zeigt alle Mitglieder des Nationalrates aus dem Kanton Basel-Stadt seit Gründung des Bundesstaates im Jahr 1848 bis heute.

## Parteiabkürzungen
| - BastA!: Basels starke Alternative - BGB: Bauern-, Gewerbe- und Bürgerpartei - CVP: Christlichdemokratische Volkspartei - DP: Demokratische Partei - FDP: Freisinnig-Demokratische Partei, seit 2009 FDP.Die Liberalen - FP: Fortschrittspartei - GLP: Grünliberale Partei - GP: Grüne Partei Basel-Stadt - KCV: Konservativ-Christlichsoziale Volkspartei - KP: Kommunistische Partei | - KVP: Schweizerische Konservative Volkspartei - LDP: Liberal-Demokratische Partei - LdU: Landesring der Unabhängigen - LPS: Liberale Partei der Schweiz - NA: Nationale Aktion - PdA: Partei der Arbeit - POCH: Progressive Organisationen der Schweiz - SP: Sozialdemokratische Partei der Schweiz - SVP: Schweizerische Volkspartei |

Sonstige Parteiströmungen oder -richtungen:
- FL: Freisinnige Linke (Freisinnige, Radikale, Radikaldemokraten)
- LM: Liberale Mitte (Liberale, Liberaldemokraten)

## Nationalräte
| Name                       | Partei/Fraktion               | Amtszeit                      | Geboren | Gestorben |
| -------------------------- | ----------------------------- | ----------------------------- | ------- | --------- |
| Walther Allgöwer           | LdU                           | 1963–1979                     | 1912    | 1980      |
| Emil Arnold                | KP (bis 1934) PdA (ab 1951)   | 1932–1934 1951–1953           | 1897    | 1974      |
| Sibel Arslan               | BastA!                        | 2015–                         | 1980    |           |
| Mustafa Atici              | SP                            | 2019–2023                     | 1969    |           |
| Thomas Baerlocher          | POCH                          | 1990–1991                     | 1956    |           |
| Albert Belmont             | SP (bis 1920) KP (ab 1920)    | 1919–1925                     | 1875    | 1969      |
| Fritz Berger               | KVP/KCV                       | 1951–1963                     | 1897    | 1977      |
| Hans Bernoulli             | LdU                           | 1947–1951                     | 1876    | 1959      |
| Achilles Bischoff          | LM                            | 1848–1853                     | 1795    | 1867      |
| Emil Bischoff              | LM                            | 1893–1896                     | 1847    | 1921      |
| Marino Bodenmann           | KP (bis 1939) PdA (ab 1953)   | 1934–1939 1953–1959           | 1893    | 1964      |
| Fritz Brechbühl            | SP                            | 1951–1963                     | 1897    | 1963      |
| Albin Breitenmoser         | KCV/CVP                       | 1963–1975                     | 1920    | 1983      |
| Ernst Brenner              | FL/FDP                        | 1887–1897                     | 1856    | 1911      |
| Theodor Brogle             | KVP                           | 1947–1951                     | 1893    | 1959      |
| Alfred Brüstlein           | SP                            | 1902–1911                     | 1853    | 1924      |
| Carl Christoph Burckhardt  | LM/LPS                        | 1911–1915                     | 1862    | 1915      |
| Karl Burckhardt-Iselin     | FL                            | 1875–1889                     | 1830    | 1893      |
| Martin Burckhardt          | LPS                           | 1987–1991                     | 1921    | 2007      |
| Stefan Cornaz              | FDP                           | 1994–1995                     | 1944    | 2003      |
| Katja Christ               | GLP                           | 2019–                         | 1972    |           |
| Heinrich David             | FDP                           | 1899–1908                     | 1856    | 1935      |
| Eugen Dietschi             | FDP                           | 1941–1960                     | 1896    | 1986      |
| Jean Henri Dunant          | SVP                           | 1999–2010                     | 1934    | 2015      |
| Peter Dürrenmatt           | LPS                           | 1959–1979                     | 1904    | 1989      |
| Eduard Eckenstein          | FL                            | 1887–1893                     | 1847    | 1915      |
| Alexander Euler            | SP                            | 1979–1991                     | 1929    | 2012      |
| Christoph Eymann           | LPS (bis 2001) LDP (ab 2015)  | 1991–2001 2015–2021           | 1951    |           |
| Patricia von Falkenstein   | LDP                           | 2021–                         | 1961    |           |
| Ernst Feigenwinter         | KVP                           | 1917–1919                     | 1853    | 1919      |
| Margrith von Felten        | SP                            | 1991–1999                     | 1944    |           |
| Anita Fetz                 | POCH (bis 1989) SP (ab 1999)  | 1985–1989 1999–2003           | 1957    |           |
| Sebastian Frehner          | SVP                           | 2010–2019                     | 1973    |           |
| Johannes Frei              | SP                            | 1911–1919                     | 1870    | 1932      |
| Alfred Gasser              | FDP                           | 1960–1965                     | 1904    | 1985      |
| Johann Rudolf Geigy-Merian | LM                            | 1878–1887                     | 1830    | 1917      |
| Rudolf Gelpke              | FP/BGB                        | 1917–1935                     | 1873    | 1940      |
| Andreas Gerwig             | SP                            | 1967–1983                     | 1928    | 2014      |
| Arnold Gfeller             | LdU                           | 1939–1943 1951–1959           | 1902    | 1978      |
| Emil Göttisheim            | FDP                           | 1905–1919                     | 1863    | 1938      |
| Remo Gysin                 | SP                            | 1995–2007                     | 1945    |           |
| Fritz Hauser               | SP                            | 1919–1941                     | 1884    | 1941      |
| Ernst Herzog               | SP                            | 1935–1967                     | 1898    | 1967      |
| Helmut Hubacher            | SP                            | 1963–1997                     | 1926    | 2020      |
| Max Imboden                | FDP                           | 1965–1967                     | 1915    | 1969      |
| Isaak Iselin-Sarasin       | LM/LPS                        | 1896–1917                     | 1851    | 1930      |
| Walter Jaeger              | NA                            | 1971–1975                     | 1911    | 1987      |
| Bernhard Jäggi             | SP                            | 1911–1916                     | 1869    | 1944      |
| Nicolas Jaquet             | LPS                           | 1943–1947 1949–1959           | 1898    | 1986      |
| Beat Jans                  | SP                            | 2010–2020                     | 1964    |           |
| Christine Keller           | SP                            | 1998–1999                     | 1959    |           |
| Hermann Kinkelin           | FL/FDP                        | 1890–1899                     | 1832    | 1913      |
| Wilhelm Klein              | FL                            | 1863–1878 1881–1887           | 1825    | 1887      |
| Carl Koechlin              | LM                            | 1897–1902                     | 1856    | 1914      |
| Anita Lachenmeier-Thüring  | GP                            | 2007–2011                     | 1959    |           |
| Markus Lehmann             | CVP                           | 2011–2015                     | 1955    |           |
| David Linder               | LPS                           | 1979–1983                     | 1923    | 1997      |
| Peter Malama               | FDP                           | 2007–2012                     | 1960    | 2012      |
| Ruth Mascarin              | POCH                          | 1979–1985                     | 1945    |           |
| Wilhelm Meile              | KVP                           | 1935–1938                     | 1886    | 1973      |
| Rudolf Miescher            | LPS                           | 1919–1931                     | 1880    | 1945      |
| Carl Miville-Seiler        | SP                            | 1978–1979                     | 1921    | 2021      |
| Carl Miville senior        | SP (bis 1944) PdA (1944–1949) | 1943–1951                     | 1891    | 1981      |
| Felix Moeschlin            | LdU                           | 1941–1947                     | 1882    | 1969      |
| Johann Emil Müry           | FDP                           | 1902–1911                     | 1843    | 1923      |
| Walter Muschg              | LdU                           | 1939–1943                     | 1898    | 1965      |
| Rudolf Niederhauser        | KVP                           | 1938–1947                     | 1881    | 1966      |
| Albert Oeri                | LPS                           | 1931–1949                     | 1875    | 1950      |
| Johannes Randegger         | FDP                           | 1995–2006                     | 1941    |           |
| Rudolf Rechsteiner         | SP                            | 1995–2010                     | 1958    |           |
| Christian Rothenberger     | FDP                           | 1908–1919                     | 1868    | 1938      |
| Alfred Schaller            | FDP                           | 1947–1977                     | 1908    | 1985      |
| Karl Oskar Schär           | DP (bis 1918) FDP (ab 1918)   | 1917–1929                     | 1868    | 1947      |
| Silvia Schenker            | SP                            | 2003–2019                     | 1954    |           |
| Victor Emil Scherer        | FDP                           | 1929–1941                     | 1881    | 1941      |
| Arnold Schneider           | FDP                           | 1967–1971                     | 1920    | 1992      |
| Friedrich Schneider        | SP                            | 1919–1939 1943–1951           | 1886    | 1966      |
| Karl Schnyder              | SP                            | 1975–1978                     | 1931    | 2016      |
| Urs Schweizer              | FDP                           | 2006–2007                     | 1952    |           |
| Paul Speiser               | LM/LPS                        | 1889–1896 1902–1911 1915–1919 | 1846    | 1935      |
| Gertrud Spiess             | CVP                           | 1975–1983                     | 1914    | 1995      |
| Johann Jakob Stehlin       | LM                            | 1853–1875                     | 1803    | 1879      |
| Daniel Stolz               | FDP                           | 2012–2015                     | 1968    |           |
| Rudolf Suter               | LdU                           | 1959–1967                     | 1914    | 2011      |
| Hansjürg Weder             | LdU                           | 1983–1995                     | 1928    | 2018      |
| Franz Welti                | KP                            | 1925–1932                     | 1879    | 1934      |
| Hugo Wick                  | CVP                           | 1983–1987 1991–1995           | 1935    |           |
| Christine Wirz-von Planta  | LPS                           | 2001–2003                     | 1944    |           |
| Eugen Wullschleger         | SP                            | 1896–1902 1912–1917           | 1862    | 1931      |
| Edmund Wyss                | SP                            | 1959–1971                     | 1916    | 2002      |
| Paul Wyss                  | FDP                           | 1977–1994                     | 1928    |           |
| Sarah Wyss                 | SP                            | 2020–                         | 1988    |           |
| Max Johann Z’graggen       | KVP                           | 1919–1935                     | 1881    | 1938      |
| Otto Zoller                | FDP                           | 1902–1905                     | 1864    | 1940      |

## Quelle
- Datenbank aller Ratsmitglieder. Website der Bundesversammlung.